# Roger Carlsson
Roger "Ragge" Carlsson, född 18 februari 1945, död 8 december 1997 i Stockholm, var en svensk handbollsspelare och handbollsledare. Han var förbundskapten för Sveriges herrlandslag i handboll under åren 1982–1988, som var den period som lade grunden till det som blev det så kallade svenska handbollsundret under 1990-talet.

## Biografi
Roger Carlsson inledde sin tränarkarriär inom handbollen som tränare för Västra Frölunda IF:s ungdomslag, en klubb där själv också varit aktiv som spelare, innan han 1970 blev tränare för Göteborgs HP. Han fortsatte som tränare även efter 1972, då Göteborgs HP och IF Warta:s handbollssektion gick ihop och bildade HP Warta. Carlsson ledde laget till och med 1980, med framgång.
År 1980 blev Roger Carlsson assisterande tränare i Sveriges herrlandslag under dåvarande förbundskaptenen Caj-Åke Andersson. År 1982 tillträdde han som förbundskapten för landslaget. Som förbundskapten satsade Carlsson på unga talanger som Magnus Wislander, Staffan Olsson, Ola Lindgren, Erik Hajas och Per Carlén, med flera. Tillsammans med dessa började han bygga upp ett nytt landslag som skulle bli grunden till vad som kommit att kallas det "Svenska handbollsundret" under 1990-talet. Efter OS 1988 i Seoul lämnade han sitt landslagsuppdrag för att i stället bli tränare för det norska laget Runar Håndball.
Från 1995 fram till sin död var han tränare för det svenska laget IFK Skövde. Vid en bortamatch i december 1997 i Elitserien med IFK Skövde mot Polisen/Söder, i Eriksdalshallen, drabbades Carlsson av en hjärtinfarkt och avled strax därpå. Han ligger begravd på S:ta Birgittas kyrkogård i Skövde.